# Atomska apsorpciona spektroskopija
Atomska apsorpciona spektroskopija (AAS) je spektroanalitička procedura za kvalitativno i kvantitativno određivanje hemijskih elementa koristeći apsorpciju optičke radijacije (svetlosti) slobodnim atomima u gasnom stanu. U analitičkoj hemiji ova tehnika se koristi za određivanje koncentracije pojedinog elementa (analita) u analiziranom uzorku. AAS se može koristiti za određivanje preko 70 različitih elemenata i rastvoru ili direktno u čvrstim uzorcima.
Atomska apsorpciona spektroskopija je prvi put korišćena kao analitička tehnika, i osnovni principi su uspostavljeni u drugoj polovini 19. veka od strane Roberta Vilhelma Bunsena i Gustava Roberta Kirhofa, koji su bili profesori na univerzitetu u Heidelbergu, Nemačka. Savremeni oblik AAS-a je u velikoj meri razvijen tokom 1950-ih godina od strane tima australijskih hemičara. Predvodio ih je ser Alen Volš sa CSIRO odeljenja za hemijskih fiziku, u Melburnu, Australija.

## Principi
Tehnika koristi apsorpcionu spektrometriju za procenu koncentracije analita u uzorku. Za to su neophodni standardi sa poznatim sadržajem analita da bi se ustanovio odnos između izmerene apsorbancije i koncentracije analita, kao i korišćenje Beer-Lambertovog zakona. Elektroni atoma uzorka u instrumentu se mogu potisnuti na više orbitale (u pobuđeno stanje) u toku kratkog vremena (nano sekundi) apsorbovanjem određene količine energije (zračenja date talasne dužine). Ova količina energije, odnosno talasna dužina, je specifična za određeni prelaz elektrona u određenom elementu. U principu, svakoj talasnoj dužini odgovara samo jedan element, a linija apsorpcije je samo nekoliko piko metara široka (pm), i to daje ovoj tehnici selektivnost. Fluks zračenja bez uzorka, i sa uzorkom u atomizeru, se meri pomoću detektora, i odnos između dve vrednosti (apsorbancije) se pretvara u koncentraciju analita ili masu koristeći Beer-Lambertov zakon.